# 浜名区
浜名区（はまなく）は、浜松市を構成する3区の行政区の一つ。
2024年（令和6年）1月1日の浜松市の行政区再編に伴い、中央区とともに合区の上で新設された。

## 歴史
- 1889年（明治22年）4月1日 - 町村制の施行により、後の本区域に以下の町村が発足。
  - 豊田郡 - 赤佐村、中瀬村、竜池村
  - 長上郡 - 小野田村、平貴村、美島村
  - 麁玉郡 - 麁玉村
  - 引佐郡 - 気賀町、中川村、都田村、井伊谷村、奥山村、金指町、伊平村、鎮玉村
  - 敷知郡 - 三方原村、東浜名村、西浜名村
- 1896年（明治29年）4月1日 - 郡制の施行のため、麁玉郡・敷知郡の各村が引佐郡、豊田郡・長上郡の各村が浜名郡の所属となる。
- 1908年（明治41年）1月1日
  - 浜名郡小野田村の一部（半田）が有玉村・中郡村と合併して積志村（現・浜松市中央区）が発足。
  - 浜名郡小野田村の一部（小松・内野）と平貴村（平口）が合併して小野口村が発足。
  - 浜名郡美島村および平貴村（貴布祢・沼・道本・小林）が合併して北浜村が発足。
- 1922年（大正11年）5月1日 - 引佐郡西浜名村が町制施行して三ヶ日町となる。
- 1951年（昭和26年）
  - 4月1日 - 浜名郡竜池村が北浜村に編入。
  - 11月3日 - 浜名郡小野口村が町制施行・改称して浜名町となる。
- 1953年（昭和28年）4月1日 - 引佐郡井伊谷村が金指町を編入のうえ町制施行・改称して引佐町となる。
- 1955年（昭和30年）
  - 3月31日
    - 引佐郡都田村が浜松市に編入。
    - 引佐郡三ヶ日町・東浜名村が合併して三ケ日町が発足。

  - 4月1日 - 引佐郡気賀町・中川村が合併して細江町が発足。
  - 5月1日 - 引佐郡引佐町・奥山村・伊平村・鎮玉村が合併し、改めて引佐町が発足。
- 1956年（昭和31年）4月1日 - 浜名郡浜名町・北浜村・赤佐村・中瀬村・引佐郡麁玉村が合併して浜北町が発足。
- 1963年（昭和38年）7月1日 - 浜北町が市制施行して浜北市となる。
- 2005年（平成17年）7月1日 - 浜北市・引佐郡引佐町・細江町・三ケ日町が浜松市に編入。
- 2007年（平成19年）4月1日 - 浜松市の政令指定都市移行に伴い、旧浜北市の区域に浜北区、残部に北区が発足。
- 2024年（令和6年）1月1日 - 浜松市の行政区再編により、北区の大部分（初生町・三方原町・東三方町・豊岡町・三幸町・大原町・根洗町を除く）と浜北区が浜名区となる。

## 行政

### 区役所
浜名区役所は旧浜北区役所と同じ場所になった。旧北区役所は浜名区の北行政センターとなり、これまで通りの行政サービスが提供されている。2023年12月29日に、旧浜北区役所の外壁表示の「北」が「名」に交換された。新しい区役所の業務は2024年1月4日から始まった。
- 浜名区役所 （貴布祢）
  - 区振興課、区民生活課、まちづくり推進課

### 行政センター・支所・協働センター・市民サービスセンター
- 北行政センター （細江町気賀）
- 引佐支所 （引佐町井伊谷）
- 三ヶ日支所 （三ヶ日町三ヶ日）
- 都田協働センター・都田市民サービスセンター （都田町）
- 細江協働センター （細江町気賀）
- 北浜南部協働センター・北浜南部市民サービスセンター （寺島）
- 浜名協働センター・浜名市民サービスセンター （小松）
- 中瀬協働センター・中瀬市民サービスセンター （中瀬）
- 麁玉協働センター・麁玉市民サービスセンター （宮口）
- 赤佐市民サービスセンター （於呂）
- 新都田市民サービスセンター （新都田三丁目）

## 警察・消防

### 警察
静岡県警察
- 浜北警察署 （小松）
  - 北浜交番 （西美薗）
  - 小松交番 （小松）
  - 浜北北部交番 （新原）
  - 宮口警察官駐在所 （宮口）
- 細江警察署 （細江町気賀）
  - 引佐町交番 （神宮寺町）
  - 中川交番 （細江町中川）
  - 三ヶ日町交番 （三ヶ日町三ヶ日）
  - 都田交番 （新都田二丁目）
  - 引佐北部警察官駐在所 （引佐町田沢）

### 消防
浜松市消防局
- 北消防署 （細江町三和）
  - 三ヶ日出張所 （三ヶ日町三ヶ日）
  - 引佐出張所 （引佐町東黒田）
- 浜北消防署 （西美薗）
  - 赤佐出張所 （於呂）

## 鉄道
遠州鉄道（遠鉄）
- ■鉄道線（西鹿島線）：遠州小松駅 - 浜北駅 - 美薗中央公園駅 - 遠州小林駅 - 遠州芝本駅 - 遠州岩水寺駅

天竜浜名湖鉄道（THR）
- ■天竜浜名湖線：岩水寺駅 - 宮口駅 - フルーツパーク駅 - 都田駅 - 常葉大学前駅 - 金指駅 - 岡地駅 - 気賀駅 - 西気賀駅 - 寸座駅 - 浜名湖佐久米駅 - 東都筑駅 - 都筑駅 - 三ヶ日駅 - 奥浜名湖駅 - 尾奈駅

## 観光地・史跡

### 旧浜北区域
- 静岡県立森林公園
- あらたまの湯
- 浜北森林アスレチック
- 万葉の森公園
- 根堅遺跡 - 旧石器時代の新人とされる浜北人骨が発見された。
- 大平城跡
- 龍宮山岩水寺
- 金剛山庚申寺
- 瀑布山不動寺（黄檗宗）
- 彦助堤
- 天宝堤
- 赤門上古墳
- 浜北営農緑花木センター
- 薬師堂
- 北浜の大カヤノキ - 国の天然記念物

## 祭事・イベントなど

### 旧浜北区域
- 不動寺開運大祭（1月3日） 平口・不動寺
- 庚申寺初庚申（1月15日） 宮口・庚申寺
- 秋葉神社小松鳥居火祭（1月28日） 小松・秋葉神社
- 岩水寺星まつり（2月 第3日曜日） 根堅・岩水寺
- 浜北植木まつり（3月 第2土日月曜日。植木の街・浜北を象徴する一大イベント） 浜北営農緑花木センター
- 不動寺春季大祭（4月 第1日曜日） 平口・不動寺
- はまきたグリーンフェスタ（4月29日） 美薗中央公園
- 遠州はまきた飛竜まつり（6月 第1土日曜日。水・音・炎をテーマに行われる勇壮な火祭） 天竜川中瀬緑地
- 遠州大念仏（7月13 - 14日）
- 小松八幡神社祭り（8月14 - 15日（14日は前夜祭）屋台の引廻しと練り） 小松・八幡神社
- 平口八幡神社奉納花火大会（8月21日）
- 秋の植木まつり（10月 第2土日月曜日） 浜北営農緑花木センター
- 岩水寺金城稲荷祭典（10月10日）
- 浜北万葉まつり（10月第3土曜・第4日曜日） 万葉の森公園
- 浜北産業祭（10月第3土曜・第4日曜日） 浜北総合体育館
- 赤蛇の里まつり（10月下旬） 静岡県立森林公園
- 不動寺除夜の鐘つき大祭（12月31日） 平口・不動寺

## 教育

### 大学
- 常葉大学浜松キャンパス（都田町）

### 専修学校
- 静岡県立農林大学校林業分校（養成部が専修学校専門課程）（農業改良助長法に基づく農業者研修教育施設）（於呂）
- 専門学校浜松医療学院（貴布祢）
- 静岡医療科学専門学校（平口）

### 高等学校
- 静岡県立浜名高等学校（西美薗）
- 静岡県立浜北西高等学校（新原）
- 静岡県立浜松湖北高等学校（引佐町金指）

### 中学校
- 浜松市立都田中学校(都田町）
- 浜松市立浜名中学校（小松）
- 浜松市立北浜中学校（西美薗）
- 浜松市立浜北北部中学校（於呂）
- 浜松市立麁玉中学校（宮口）
- 浜松市立北浜東部中学校（上善地）
- 浜松市立細江中学校（細江町気賀）
- 浜松市立引佐南部中学校（引佐町横尾）
- 浜松市立引佐北部中学校（引佐町四方浄）
- 浜松市立三ヶ日中学校（三ヶ日町宇志）

### 小学校
- 浜松市立都田小学校(都田町）
- 浜松市立都田南小学校（都田町）
- 浜松市立浜名小学校（小松）
- 浜松市立北浜小学校（横須賀）
- 浜松市立北浜東小学校（善地）
- 浜松市立中瀬小学校（中瀬）
- 浜松市立赤佐小学校（於呂）
- 浜松市立麁玉小学校（宮口）
- 浜松市立新原小学校（新原）
- 浜松市立北浜北小学校（西美薗）
- 浜松市立内野小学校（内野）
- 浜松市立北浜南小学校（寺島）
- 浜松市立伎倍小学校（貴布祢）
- 浜松市立気賀小学校（細江町気賀）
- 浜松市立西気賀小学校（細江町気賀）
- 浜松市立伊目小学校（細江町気賀）
- 浜松市立中川小学校（細江町中川）
- 浜松市立井伊谷小学校（引佐町井伊谷）
- 浜松市立金指小学校（引佐町金指）
- 浜松市立奥山小学校（引佐町奥山）
- 浜松市立三ヶ日東小学校（三ヶ日町都筑）
- 浜松市立三ヶ日西小学校（三ヶ日町三ヶ日）
- 浜松市立平山小学校（三ヶ日町平山）
- 浜松市立尾奈小学校（三ヶ日町下尾奈）
- 浜松市立引佐北部小学校（引佐町四方浄）

### 幼稚園
- 浜松市立小松幼稚園（小松）
- 浜松市立内野幼稚園（内野）
- 浜松市立北浜南幼稚園（寺島）
- 浜松市立北浜中央幼稚園（西美薗）
- 浜松市立北浜北幼稚園（小林）
- 浜松市立北浜東幼稚園（善地）
- 浜松市立中瀬幼稚園（中瀬）
- 浜松市立上島幼稚園（上島）
- 浜松市立赤佐幼稚園（於呂）
- 浜松市立赤佐西幼稚園（於呂）
- 浜松市立宮口幼稚園（宮口）
- 浜松市立新原幼稚園（新原）
- 浜松市立西気賀幼稚園(細江町気賀）
- 浜松市立伊目幼稚園（細江町気賀）
- 浜松市立中川幼稚園（細江町中川）
- 浜松市立中央幼稚園（細江町気賀）
- 浜松市立高台幼稚園（細江町中川）
- 浜松市立引佐幼稚園（神宮寺町）
- 浜松市立金指幼稚園（引佐町金指）
- 浜松市立奥山幼稚園（引佐町奥山）
- 浜松市立伊平幼稚園（引佐町伊平）
- 浜松市立引佐北部みさと幼稚園（引佐町田沢）
- 浜松市立尾奈幼稚園（三ヶ日町下尾奈）
- 浜松市立大崎幼稚園（三ヶ日町大崎）
- 浜松市立平山幼稚園（三ヶ日町平山）
- 学校法人北浜学園 北浜幼稚園（貴布祢）
- 学校法人気賀学園 気賀幼稚園（細江町気賀）
- 学校法人三松学園 三松幼稚園（三ヶ日町三ヶ日）

### 特別支援学校
- 静岡県立浜北特別支援学校（中瀬）
- 静岡県立浜松みをつくし特別支援学校（細江町広岡）

### こども園・保育所

#### 認定こども園（幼保連携型）
- 社会福祉法人聖隷福祉事業団 聖隷こども園 桜ヶ丘（都田町）
- 社会福祉法人都田会 みどりのもり都田（都田町）
- 社会福祉法人峰栄会 認定こども園きじの里（染地台５）
- 社会福祉法人天竜厚生会
  - 子育てセンターこまつ（小松）
  - 子育てセンターきぶね（貴布祢）
  - 子育てセンターしばもと（於呂）
  - 子育てセンターしんぱら（新原）
  - 子育てセンターなかぜ（中瀬）
  - 子育てセンターかきのみ（中瀬）
  - 子育てセンターみゅうのおか（根堅）
- 社会福祉法人一葉会福祉事業団 遊歩の丘はまなこども園（小松）
- 学校法人空華学園 こども園ことり（内野）
- 社会福祉法人明生会 ひらくちかえでこども園（平口）
- 学校法人十全青翔学園 風の子こども園（平口）
- 株式会社ビューティースマイル うちの丘。こども園（内野台２）
- 社会福祉法人育徳会 あゆみの森こども園（寺島）
- 社会福祉法人雄気の里会 森のいえはまきた（於呂）

#### 保育所
（認可保育所のみ掲載）
- 浜松市立引佐保育園（引佐町井伊谷）
- 浜松市立都筑保育園（三ヶ日町都筑）
- 浜松市立三ヶ日保育園（三ヶ日町三ヶ日）
- 愛管株式会社 れんりの子（都田町）
- 社会福祉法人細江会 細江保育園（細江町気賀）
- 社会福祉法人カナの会 チャイルドスクエア浜松三ヶ日（三ヶ日町三ヶ日）
- 有限会社ベリス学園 はなのこ保育園（内野）
- 社会福祉法人みんなの森福祉会 くすのき保育園（高畑）
- 株式会社ヒーローズホールディングス ヒーローズはまきた保育園（高畑）
- 社会福祉法人全人会 浜北西保育園（新原）

### 社会教育施設
- 静岡県立観音山少年自然の家
- 浜松市かわな野外活動センター
- 静岡県立三ケ日青年の家

## 医療施設
- 災害拠点病院
  - 浜松赤十字病院<312床>（小林）
- その他の病院
  - 国立病院機構天竜病院（於呂、380床）
  - 十全記念病院（平口、302床）
  - 医療法人社団誠心会浜北さくら台病院（四大地、312床）
  - 医療法人社団三誠会北斗わかば病院（豊保、130床）
  - 医療法人社団竹内会精神科・神経科浜北病院（小松、162床）
  - 遠江病院（中瀬、150床）
  - 引佐赤十字病院（引佐町金指、９９床）

- その他医療施設・診療所
  - 浜松市発達医療総合福祉センター（高薗）
  - 財団法人浜松光医学財団 浜松PET検診センター（平口）
  - 県西部浜松医療センター付属診療所（先端医療技術センター）（平口）
- 産科のある医療施設・診療所
  - ことみレディースクリニック（東美薗、分娩可）
  - 石井第一産科婦人科クリニック（小松）
  - 加藤産科婦人科医院（東美薗）
  - 河合クリニック（貴布祢）
  - 服部医院（沼）
  - 気賀あつみ医院（細江町気賀）

## 拠点を置く企業
- アイティーオー　（平口）
- 朝日電装　（染地台）
- エフ・シー・シー　浜北工場　（染地台）
- エンシュウ　浜北工場（尾野）
- 応用電機　浜松事業部　（中瀬）
- クラベ　浜北工場（宮口）
- 國際油化　浜松支店　（平口）
- 春華堂　浜北工場（染地台）
- スニック　浜北トリム工場　（平口）
- タカギセイコー　浜北工場（永島）
- 立花屋　浜松工場（上島）
- テイ・エス テック　浜松工場（善地）
- 三井化学東セロ　浜松工場（尾野）
- 日清紡　浜北精機事業所（中瀬）- コンティネンタル・オートモーティブ浜北工場併設
- 日本ロック　（横須賀）
- 花の舞酒造（宮口）
- 浜名梱包輸送　（新堀）
- 浜名ワークス　（上島）
- 浜松ガスケット　（平口）
- 浜松鋼板加工　（染地台）- メタルワン浜松支店
- 浜松ホトニクス　中央研究所　（平口）
- やまと興業　（横須賀）
- ヤマハ発動機　浜北工場（中条）
- ヤマハ発動機　中瀬工場（中瀬）
- 株式会社サインアートモリヤ（新原）
- ローランド
- ローランド ディー. ジー.
- エフ・シー・シー
- パルステック工業
- ボス
- やまと造園